# Jaime Noaín
Jaime Noaín González, né le 20 mai 1901 à Gallarta (Espagne, Biscaye), mort à Madrid (Espagne) le 4 juillet 1973, était un matador basque espagnol.
Ce torero basque était surtout apprécié dans les arènes du nord de l’Espagne, dans lesquelles son courage, son sérieux et sa volonté arrivaient à compenser son manque d’art. Cela lui permit de mener une honnête carrière de matador de second plan, sauf en 1938 où les circonstances tragiques – la Guerre civile - lui permirent d’être, par défaut, premier à l’escalafón… avec le plus faible nombre de corridas combattues par un numéro un.

## Carrière
- Présentation à Madrid : 13 septembre 1925 aux côtés de Luis Mera, Curro Prieto et « Delmonte ». Novillos des ganaderías de Hidalgo et de Alves do Río.
- Alternative : Bilbao (Espagne, Biscaye) le 17 août 1931. Parrain, Nicanor Villalta ; témoin, Jesús Solórzano. Taureaux de la ganadería de Miura.
- Confirmation d’alternative à Madrid : 3 juillet 1932. Parrain, Nicanor Villalta ; témoin, David Liceaga. Taureaux de la ganadería de Alipio Pérez.
- Premier de l’escalafón en 1938 (à égalité avec « El Estudiante »).